# Interferón
Los interferones (IFN) son un grupo de proteínas señalizadoras producidas y secretadas por las células anfitrionas como respuesta a la presencia de diversos patógenos (virus, bacterias, parásitos) e incluso de células tumorales. Generalmente, una célula infectada por un virus secretará interferones, generando una activación en las defensas antivirales en las células cercanas. 

Los interferones son glicoproteínas que pertenecen a la gran clase de proteínas conocidas como citocinas, moléculas empleadas para la comunicación entre células para desencadenar las defensas protectoras del sistema inmunitario que participan en la erradicación de patógenos. Los interferones obtienen su nombre por su capacidad de “interferir” con la replicación viral

al proteger a las células de infecciones virales. Los interferones también tienen varias otras funciones: activan células del sistema inmune, como las células asesinas naturales y los macrófagos; incrementan las defensas del hospedador al regular el incremento en la presentación de antígeno a través del aumento en la expresión de los antígenos del complejo mayor de histocompatibilidad (MHC). Algunos de los síntomas de las infecciones, como la fiebre, el dolor muscular y síntomas similares a los de la gripe también son causados por la producción de IFN y otras citocinas.[cita requerida]
Se han identificado más de veinte genes y proteínas de IFN en animales, entre ellos humanos. Suelen dividirse en tres clases: IFN tipo I, IFN tipo II e IFN tipo III. Los IFN que pertenecen a las tres clases simultáneamente son importantes para combatir infecciones virales y para la regulación del sistema inmunitario.[cita requerida]
Reciben su nombre debido a su capacidad para interferir en la replicación de los virus en las células hospedadoras. Se unen a receptores en la superficie de las células infectadas, activando diferentes vías de señalización en las que participan diversas proteínas antivirales (como la PKR), para impedir la replicación de una amplia variedad de virus de ARN y ADN. Cumplen, además, otras funciones: activan células inmunes, como los macrófagos y las células NK; incrementan el reconocimiento de células cancerígenas o infecciones, al dinamizar la presentación de antígenos a los linfocitos T y, finalmente, incrementan la capacidad de las células sanas para resistir a nuevas infecciones víricas.[cita requerida]
El interferón fue descubierto por el virólogo suizo Jean Lindenmann y Alick Isaacs en marzo de 1957, en un laboratorio en Inglaterra. Alick Isaacs dirigía su trabajo posdoctoral.

## Tipos
Basados en el tipo de receptor a través del cual transducen señales, los interferones humanos han sido clasificados en tres grandes tipos.

### Tipo I
Todos los IFN tipo I se unen a complejos de receptores en superficies membranales conocidos como el receptor IFN-α (IFNAR), que consiste en cadenas de IFNAR1 e IFNAR2.

| Nombre      | Receptor del IFN-I | Secretados por               |
| ----------- | ------------------ | ---------------------------- |
| IFN-alfa    | (IFN-A-R)          | Célula dendrítica y Monocito |
| IFN-beta    | (IFN-A-R)          | Fibroblastos                 |
| IFN-epsilon |                    |                              |
| IFN-kapa    |                    |                              |
| IFN-omega   |                    |                              |

Los interferones de tipo I presentes en los humanos son IFN-α, IFN-β, IFN-ε, IFN-κ y IFN-ω.
En general, los interferones de tipo I se producen cuando el cuerpo reconoce que un virus lo ha invadido. Son producidos por fibroblastos y monocitos. Sin embargo, la producción de IFN-α es bloqueada por otra citocina conocida como Interleucina-10. Una vez liberados, los interferones de tipo I activan moléculas que previenen que el virus produzca y replique su ARN y ADN. En general, los IFN-α se pueden usar para tratar infecciones de Hepatitis B y C, mientras que los IFN-β se pueden usar para tratar esclerosis múltiple.

### Tipo II
El interferón gamma IFN-γ, en humanos también es conocido como el interferón  inmune, y es activado por la Interleucina-12.
| Nombre    | Receptor del IFN-II | Secretados por               |
| --------- | ------------------- | ---------------------------- |
| IFN-gamma | IFN-G-R             | Linfocitos T colaboradores 1 |

Además, los interferones del tipo II son liberados por linfocitos T colaboradores, de tipo 1. Sin embargo, bloquean la proliferación de linfocitos colaboradores de tipo 2. Lo anterior resulta en la inhibición de la respuesta inmune Th2 (linfocitos colaboradores de tipo 2), y una posterior inducción de respuesta inmune Th1, lo que lleva al desarrollo de enfermedades debilitantes como la esclerosis múltiple.[5] Los IFN tipo II se unen al receptor IFNGR, que consiste de cadenas IFNGR1 e IFNGR2, y tiene un receptor diferente al del IFN tipo I.

### Tipo III
Estos señalizan a través de un complejo de receptores que consiste en IL10R2 (también llamado CRF2-4) e IFNLR1 (también llamado CRF2-12). Aunque fue descubierto más recientemente que los IFN de tipo I y II,[6] información reciente demuestra la importancia de los IFN tipo III en algunos tipos de infecciones virales.[7][8]
En general, los interferones de tipo I y II son responsables de regular y activar la respuesta inmune.

La expresión de IFNs tipo I y III puede ser inducida en virtualmente todos los tipos celulares tras el reconocimiento de componentes virales, especialmente ácidos nucleicos, a través de receptores endosomales y citoplasmáticos; mientras que el IFN tipo II es inducido por citocinas como la IL-12, y su expresión está restringida a las células inmunes como los linfocitos T y las células asesinas naturales (NK).

## Función
Todos los interferones comparten varios efectos comunes: actúan como agentes antivirales y modulan funciones del sistema inmune. Administración de IFN tipo I ha mostrado experimentalmente que puede inhibir el crecimiento de tumores en animales, pero efectos beneficiosos en tumores humanos no han sido ampliamente documentados. Una célula infectada por un virus libera partículas virales que pueden infectar células vecinas. Sin embargo, la célula infectada puede preparar a las células vecinas contra infecciones por el virus por medio de la liberación de interferones. En respuesta a los interferones, las células producen una gran cantidad de una enzima conocida como Proteína Cinasa R (PKR, por sus siglas en inglés). La enzima fosforila a otra proteína conocida como eIF-2 en respuesta a nuevas infecciones virales; la enzima eIF-2 fosforilada forma un complejo inactivado con otra proteína llamada eIF2B para reducir la síntesis proteica en la célula. Otra enzima celular, RNAsa L - también inducida por la acción de los interferones - destruye ARN dentro de las células para reducir aún más la síntesis de proteínas tanto del virus como de las células hospederas infectadas. La síntesis proteica inhibida destruye tanto al virus como a las células hospederas infectadas. Además, los interferones inducen la producción de cientos de otras proteínas, cuyos genes son conocidos colectivamente como genes estimulados por (ISGs), que tienen papeles para combatir virus y otras acciones producidas por los interferones. [9][10] También limitan el esparcimiento viral incrementando la actividad de p53, que mata células infectadas por virus al promover la apoptosis.[11][12] El efecto del IFN en p53 está ligado también a su rol de protección ante algunos cánceres.[11]
Otra función de los interferones es incrementar la síntesis de las moléculas del complejo mayor de histocompatibilidad, MHC I y MHC II, e incrementar la actividad del inmunoproteosoma. A mayor expresión del MHC I se incrementa la presentación de péptidos virales a las células T citotóxicas, mientras que el inmunoproteosoma procesa péptidos virales para unirlos a la molécula de MHC I, así incrementando el reconocimiento y la apoptosis de las células infectadas. La expresión aumentada de MHC II incrementa la presentación de péptidos virales a los linfocitos T colaboradores; estas células liberan citocinas (como otros interferones e interleucinas, entre otras) que señalizan y coordinan la actividad de otras células inmunes.
Los interferones, como el gamma, activan de manera directa a otras células inmunes, como los macrófagos y las células asesinas naturales (NK).

## Inducción de interferones
La producción de interferones ocurre principalmente en respuesta a microbios, tales como los virus y las bacterias, y sus productos. La unión de moléculas presentes únicamente en microbios - glicoproteínas virales, ARN viral, endotoxinas bacterianas (lipopolisacáridos), flagelos bacterianos, motivos CpG, conocidos colectivamente como Patrones Moleculares asociados a Patógenos (PAMPs) - a través de receptores reconocedores de patrones moleculares, tales como el TLR (Toll-like Receptor) o los receptores citoplasmáticos RIG-i o MDA5, pueden desencadenar la liberación de interferones. El receptor TLR3 es importante para la inducción de interferones en respuesta a virus de doble cadena de ARN; el ligando para este receptor es ARN de doble cadena (dsRNA). Tras unirse con dsRNA, este receptor inicia la transcripción de los factores de transcripción IRF3 y NF-κB, los cuales son importantes para iniciar la síntesis de varias proteínas pro-inflamatorias. Herramientas de interferencia de ARN como siRNA o agentes basados en vectores virales pueden tanto silenciar como estimular vías de .[13] La liberación de IFN por células (específicamente IFN-γ en células linfoides) también es inducida por mitógenos. Otras citocinas, como la interleucina-1, interleucina-2, interleucina-12, factor de necrosis tumoral y factor estimulador de colonias, también pueden mejorar la producción de IFNs.[14]

## Señalización celular
Al interactuar con receptores específicos, los IFNs activan complejos de transductores de señales y activadores de transcripción (STAT); los STAT son una familia de factores de transcripción que regulan la expresión de ciertos genes del sistema inmune. Algunos STATs son activados tanto por IFNs de tipo I como por IFNs de tipo II. Sin embargo, cada tipo de IFN también puede activar STATs únicos.[15]
La activación de STATs inicia la vía de señalización mejor definida para todos los IFNs, la clásica vía de señalización Janus cinasa- STAT (JAK-STAT).[15] En esta vía, las proteínas JAK se asocian a receptores de IFN y, después de formarse el complejo entre el receptor y el IFN, fosforilan tanto a STAT1 como a STAT2. Como resultado, se forma un complejo del gen de factor 3 estimulado por IFN - éste contiene STAT1, STAT2 y un tercer factor de transcripción llamado IRF9 - y se mueve al núcleo celular. Dentro del núcleo, el complejo ISGF3 se une a secuencias específicas de nucleótidos llamadas elementos de respuesta estimulados por IFN (ISREs) en los promotores de ciertos genes, conocidos como genes estimulados por IFN (ISGs). La unión de ISGF3 y otros complejos transcripcionales activados por IFN que señalizan para elementos regulatorios induce la transcripción de esos genes.[15] Una colección de ISGs está disponible en Interferome, una base de datos en línea de ISGs (www.interferome.org).[16] Adicionalmente, homodímeros y heterodímeros de STAT se forman a partir de diferentes combinaciones de STAT-1, -3, -4, -5 o -6 durante la señalización de IFN; estos dímeros inician la transcripción de genes al unirse a elementos en los promotores de genes en sitios activados de IFN (GAS).[15] El IFN tipo I puede inducir la expresiones de genes ya sea con elementos de ISRE o de GAS, pero la inducción de genes por IFN tipo II solamente puede ocurrir en la presencia de un elemento GAS.[15]
Además de la vía JAK-STAT, los IFNs pueden activan otras cascadas de señalización. Por ejemplo, ambos tipos de IFN activan a un miembro de la familia CRK de proteínas adaptadoras llamadas CRKL, un adaptador nuclear de STAT5 que también regula la señalización a través de la vía C3G/Rap1.[15] Los IFNs de tipo I también activan ala proteín-cinada p38 activada-por-mitógeno (MAP cinasa) para inducir la transcripción de genes.[15] Efectos antivirales y antiproliferativos específicos del IFN tipo I resultan de la señalización de la MAP cinasa p38. La vía de señalización cinasa 3-fosfatidil-inositol (PI3K) también es regulada por ambos tipos de IFNs. PI3K activa a la cinasa P70-S6 1, una enzima que incrementa la síntesis proteica y la poliferación celular; fosforila a la proteína ribosomal s6, que está involucrada en síntesis proteica; y fosforila una proteína represora de la traducción llamada proteína 1 eucariótica de unión al factor de iniciación de la traducción (EIF4EBP1) para desactivarla.

## Resistencia viral a los interferones
Muchos virus han desarrollado evolutivamente mecanismos para resistir la actividad de los interferones.[17] Evaden la respuesta IFN bloqueando eventos de señalización río abajo que ocurren después de que la citocina se une a su receptor, previniendo posterior producción de IFN e inhibiendo las funciones de las proteínas que son inducidas por IFN.[18] Dentro de los virus que inhiben la señalización de IFN se encuentran el Virus de la encefalitis japonesa (JEV), virus del dengue tipo 2 (DEN-2), y virus de la familia de los herpesvirus, como el citomegalovirus humano (HCMV) y el herpesvirus asociado a sarcoma de Kaposi (KSHV o HHV8).[18][19] Proteínas virales que han demostrado afectar la señalización de IFN incluyen a los antígenos nucleares EBV 1 y 2 del virus de Epstein-Barr; el antígeno T grande  Poliomavirus, la proteína E7 del virus del papiloma humano (HPV) y la proteína B18R del virus de la vaccinia.[19][20] La reducción de la actividad del IFN-α puede evitar la señalización vía STAT1, STAT2 o IRF9 (tal como en infección por JEV) o a través de la vía JAK/STAT (tal como en infección por DEN-2).[18] Varios poxvirus codifican homólogos solubles de receptores de IFN, como la proteína B18R del virus de la vaccinia, que se une al IFN y evita que interactúe con su receptor celular, impidiendo así la comunicación entre esta citocina y sus células diana.[20] Algunos virus pueden codificar proteínas que se unen a ARN de doble cadena (dsRNA) para evitar la actividad de proteín-cinasas dependientes de ARN. Este es el mecanismo que adopta el reovirus al usar su proteína 3 sigma (σ3); el virus de la vaccinia usa el producto génico de su genE3L, p25.[21][22][23] La capacidad del para inducir la producción de proteínas a partir de genes estimulados por (ISGs) también se puede ver afectada. La producción de la proteín-cinasa R, por ejemplo, se puede ver interrumpida en células infectadas por JEV .[18] Algunos virus se escapan de las actividades antivirales de los interferones a través de la mutación génica (y por ende, proteica). El virus H5N1 de la influenza, también conocido como influenza aviar, presenta resistencia al y a otras citocinas antivirales que se le atribuye a un cambio de un solo aminoácido en su proteína no-estructural 1 (NS1), aunque el mecanismo preciso de cómo esto le confiere inmunidad permanece incierto.[24]

## Terapia de interferones

### Enfermedades
Los interferones β-1a y β-1b se usan para tratar y controlar la esclerosis múltiple, un trastorno autoinmune. Este tratamiento es efectivo para reducir los ataques en reincidencias-remisiones de esclerosis múltiple y para retrasar el avance de la enfermedad en esclerosis múltiple secundaria progresiva.[25]
La terapia se usa (en combinación con radiación y quimioterapia) como tratamiento para algunos tipos de cáncer.[26] Este tratamiento puede usarse en tumores malignos hematológicos, leucemias y linfomas que incluyen tricoleucemia, leucemia mieloide crónica, linfoma nodular y linfoma de linfocitos T cutáneos.[26] Pacientes con melanomas recurrentes reciben terapia de IFN-α2b recombinante.[27] Tanto la hepatitis B como la hepatitis C pueden tratarse con IFN-α, a menudo en combinación con otras drogas antivirales.[28][29] Algunas personas tratadas con interferón tienen una respuesta antiviral sostenida y pueden eliminar el virus de la hepatitis. La cepa más dañina -el virus de la hepatitis C genotipo I- puede tratarse con un porcentaje de éxito del 60%-80% con el estándar actual de tratamiento de IFN-α, ribavirina y un inhibidor de proteasa recientemente aprobado como el TElaprevir (Incivek), en mayo de 2011, Boceprevir (Victrelis), en mayo de 2011, o el inhibidor de polimerasa de análogo de nucleótido Sofosbuvir (Sovaldi) en diciembre de 2013.[30] Biopsias de pacientes que recibieron el tratamiento muestran reducciones en daño hepático y cirrosis. Existe evidencia que muestra que el suministro inmediato de interferones tras la adquisición de una infección puede prevenir la hepatitis C crónica, aunque el diagnóstico temprano de infecciones es difícil, ya que los síntomas físicos son escasos en la etapa temprana de la infección por hepatitis C. El control de la hepatitis C crónica a través de IFN está asociado con carcinoma hepatocelular reducido.[31]
El tratamiento con interferón fue evaluado en individuos que sufrían de queratitis epitelial por virus del herpes simplex. La terapia tópica demostró ser un tratamiento efectivo, especialmente al usar concentraciones altas.[32][necesita actualización] El interferón, ya sea usado por sí solo o en combinación con desbridamiento, aparenta ser tan efectivo como un agente antiviral nucleósido.[32] La combinación de interferón y otro agente antiviral nucleósido puede agilizar el proceso de curación.[32]
Cuando se usa en la terapia sistemática, el IFN se suministra a través de una inyección intramuscular. La inyección intramuscular o subcutánea de IFN suele ser bien tolerada. Los efectos adversos más frecuentes son los síntomas similares a los de la gripe: temperatura corporal incrementada, sensación de malestar, fatiga, dolor de cabeza, dolor muscular, convulsiones, mareo, adelgazamiento del cabello y depresión. Eritema, dolor y dureza en el sitio de la inyección también son síntomas observados con frecuencia. La terapia con IFN causa inmunosupresión, en particular a través de neutropenia, y puede hacer que algunas infecciones se manifiesten de maneras poco usuales.[33]

## Formas farmacéuticas
| Formas farmacéuticas del                  |                                |
| Nombre genérico                           | Nombre comercial               |
| alfa 2a                                   | Roferon A                      |
| alfa 2b                                   | Intron A/Reliferon/Urifrón (R) |
| alfa humano de leucocito (HuIFN-alpha-Le) | Multiferon                     |
| beta 1a, forma líquida                    | Rebif                          |
| beta 1a, liofilizado                      | Avonex                         |
| beta 1a, biogenérico (Irán)               | Cinnovex                       |
| beta 1b                                   | Betaseron / Betaferon          |
| gamma 1b                                  | Actimmune                      |
| alfa 2a PEGilado                          | Pegasys                        |
| alfa 2a PEGilado (Egipto)                 | Reiferon Retard                |
| alfa 2b PEGilado                          | PegIntron                      |
| alfa 2b PEGilado más ribavirina (Canadá)  | Pegetron                       |

Varios tipos de interferones están aprobados para su uso en humanos. Uno fue aprobado por primera vez para su uso médico en 1986.[34] Por ejemplo, en enero de 2001, la Administración de Alimentos y Fármacos (FDA) aprobó el uso del alfa PEGilado en los Estados Unidos; en esta fórmula, alfa 2b PEGilado (Pegintron), se une politetilen-glicol a la molécula de para lograr que el dure más tiempo dentro del cuerpo. La aprobación del alfa 2a PEGilado (Pegasys) le sucedió en octubre de 2002. Estos fármacos PEGilados son inyectados una vez a la semana, en vez de su administración dos o tres veces por semana, como es necesario con el alfa convencional. Cuando se utilizan con el fármaco antiviral ribavirina, los interferones PEGilados son efectivos para tratar la hepatitis C; al menos el 75% de las personas con hepatitis C genotipos 2 o 3 se benefician del tratamiento con , aunque este es efectivo en menos del 50% de las personas infectadas con el genotipo 1 (la forma más común del virus de la hepatitis C tanto en los Estados Unidos y en Europa del Este).[35][36][37] Los regímenes que contienen también pueden incluir inhibidores de proteasas como boceprevir y telaprevir.

## Historia
Los interferones fueron descritos por primera vez en 1957 por Alick Isaacs y Jean Lindenmann en el Instituto Nacional para la Investigación Médica en Londres;[38][39][40] el descubrimiento fue el resultado de sus estudios sobre interferencia viral. La interferencia viral se refiere a la inhibición del crecimiento viral debido a la previa exposición de las células a un virus activo o un virus inactivo por calor. Isaacs y Lindenmann trabajaron con un sistema que involucró la inhibición del crecimiento del virus de la influenza aviar en las membranas corioalantoideas de embriones de pollo empleando el virus de influenza inactivado por calor. Sus experimentos revelaron que esta interferencia está regulada por una proteína liberada por células en las membranas tratadas con el virus de la influenza inactivado por calor. Publicaron sus resultados en 1957 llamando al factor antiviral que descubrieron. Los descubrimientos de Isaacs y Lindenmann han sido ampliamente confirmadas y corroboradas en la literatura.[41]
Otros investigadores pueden haber llevado a cabo observaciones sobre interferones antes de la publicación de 1957 de Isaacs y Lindenmann. Por ejemplo, mientras investigaban para producir una vacuna más eficiente para la viruela, Yasu-ichi Nagano y Yasuhiko Kojima–dos virólogos japoneses trabajando para el Instituto de Enfermedades Infecciosas de la Universidad de Tokio– notaron la inhibición de crecimiento viral en un área de piel o testículo de conejo previamente inoculado con un virus inactivado con UV. Presentaron como hipótesis que algún "factor de inhibición viral" estaba presente en el tejido infectado por el virus e intentaron aislar y caracterizar este factor a partir de homogéneos de tejido.[42] Independientemente, Monto Ho, en el laboratorio de John Enders, observó en 1957 que el virus del polio atenuado le confería un efecto antiviral específico para especie a los cultivos de células amnióticas humanas. Describieron estas observaciones en una publicación de 1959, nombrando al factor responsable como factor de inhibición viral (VIF, por sus siglas en inglés).[43] Tomó otros quince a veinte años, usando genética de células somáticas, para demostrar que el gen de acción de y el gen de residen en diferentes cromosomas humanos.[44][45][46] La purificación del interferón β humano no ocurrió sino hasta 1977. Chris Y. H. Tan y colaboradores purificaron y produjeron interferón β humano biológicamente activo marcado con radioactividad al superinducir al gen de en fibroblastos, y mostraron que su sitio activo contiene residuos de tirosina. [47][48] El laboratorio de Tan aisló suficiente cantidad de interferón β humano para llevar a cabo las primeras pruebas de aminoácidos, composición de azúcares y de aminoácidos N-terminal. [49] Demostraron que el interferón β humano es una glicoproteína inusualmente hidrofóbica. Esto explicaba la gran pérdida en actividad de cuando las preparaciones eran transferidas entre tubos de ensayo o de contenedor en contenedor durante la purificación. Las pruebas mostraron la realidad de la actividad de por verificación química. [49][50][51][52]
La purificación del α humano se reportó hasta 1978. Una serie de publicaciones de los laboratorios de Sidney Pestka y Alan Waldman entre 1978 y 1981 describe la purificación de los interferones tipo I IFN-α e IFN-β. Para inicios de la década de 1980, los genes de estos interferones habían sido clonados, añadiendo evidencias definitivas a la noción de que los interferones eran responsables de interferir en la replicación viral. [53][54] La clonación de genes también confirmó que IFN-α estaba codificado por una familia de genes relacionados.[55] El gen del IFN tipo II (IFN-y) también fue aislado en este tiempo.[56]
Los interferones fueron escasos y costosos hasta 1980, cuando el gen del interferón humano fue insertado en una bacteria usando tecnología de ADN recombinante, permitiendo cultivos masivos y purificación a partir de cultivos bacterianos[57] o derivados de levaduras. Los interferones también se pueden producir por medio de células recombinantes de mamíferos.[58] Antes de la década temprana de 1970, la producción a gran escala de interferón humano fue promovida por Kari Cantell, quien produjo grandes cantidades de α humano a partir de cantidades grandes de células blancas humanas colectadas por el Banco Sanguíneo Finlandés.[59] Grandes cantidades de interferón β humano fueron generadas al súper-inducir el gen de interferón β humano en fibroblastos. [60][61]
Los métodos de Cantell y de Tan para generar grandes cantidades de interferón natural fueron críticos para la caracterización química, pruebas clínicas y preparación de pequeñas cantidades de ARN mensajero de para clonar los genes de humano α y β. El ARN mensajero de interferón humano β súper-inducido fue preparado por el laboratorio de Tan para Cetus corp., para clonar el gen de interferón humano β y el recombinante fue desarrollado como 'βseron', y fue aprobado como tratamiento de esclerosis múltiple. La súper-inducción del gen de interferón humano β también fue usada por científicos Israelíes para generar interferón humano β.

## Interferones humanos
- IFNA1
- IFNA2
- IFNA4
- IFNA5
- IFNA6
- IFNA7
- IFNA8
- IFNA10
- IFNA13
- IFNA14
- IFNA16
- IFNA17
- IFNA21
- IFNB1
- IFNW
- IFNE1
- IFNK

## Usos farmacológicos

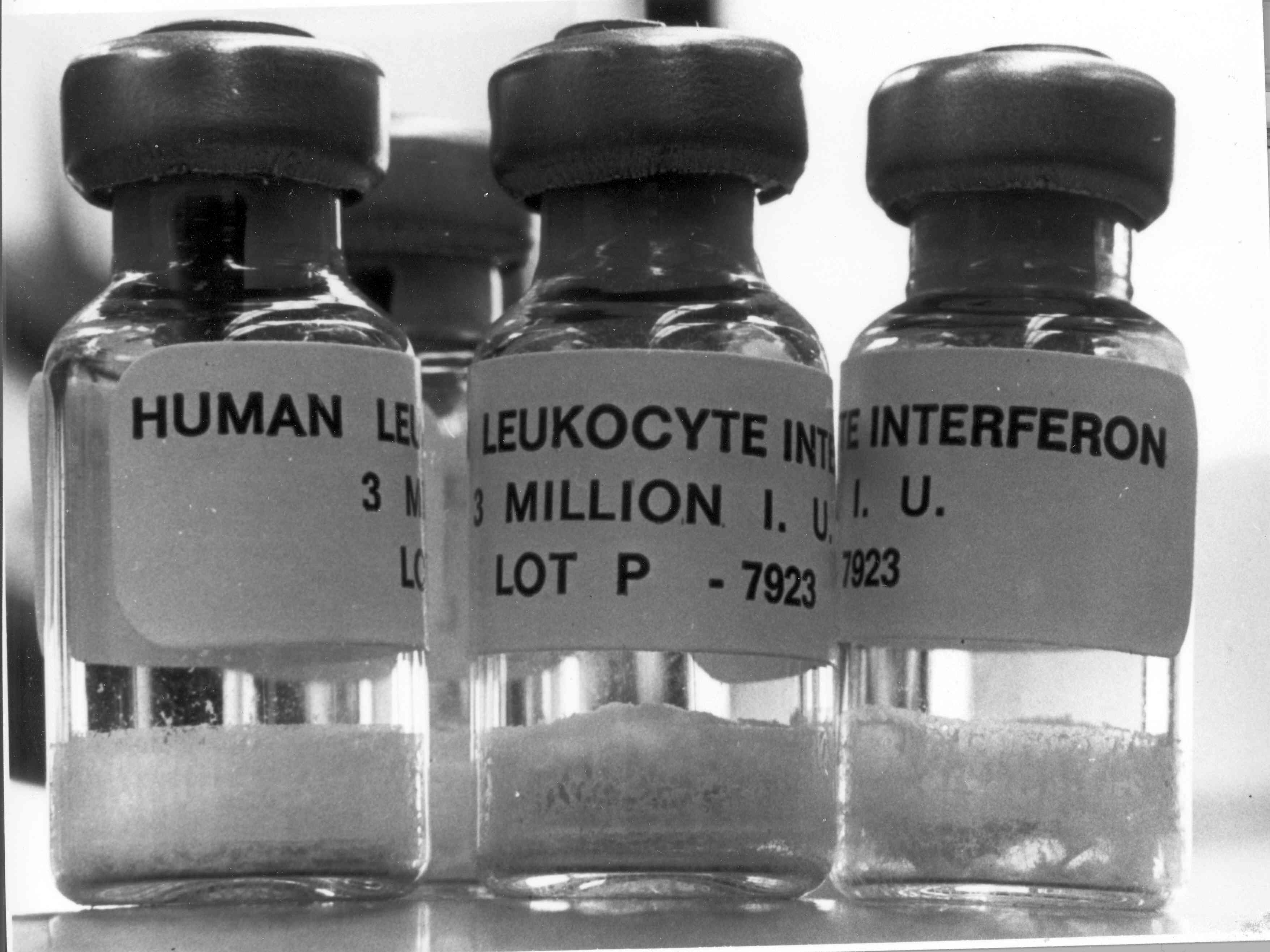
Tres viales llenados con leucocitario humano.

La producción era cara hasta 1980 cuando los genes de interferón humano fueron expresados en bacterias usando tecnología de recombinación de ADN, permitiendo su purificación a gran escala a partir de cultivos bacterianos.
Actualmente existen varios tipos que han sido aprobados para su uso en humanos, y la terapia se utiliza junto con la quimioterapia y la radioterapia en el tratamiento del cáncer. Cuando se usa de esta manera, el α y el γ se administran generalmente mediante inyecciones intramusculares. La inyección en los músculos, venas o bajo la piel es comúnmente bien tolerada. Los efectos secundarios más frecuentes son síntomas catarrales, aumento de la temperatura corporal, malestar, fatiga, dolor de cabeza, dolor muscular y convulsiones. También se observa frecuentemente eritema, dolor y dureza en el punto de la inyección. Raras veces, los pacientes experimentan caída del cabello, vértigo y depresión. Todos los efectos conocidos son reversibles y desaparecen a los pocos días de abandonar el tratamiento.
El interferón α está indicado en el tratamiento de la hepatitis C y de la leucemia mielógena crónica, utilizándose habitualmente como pegilado.
El interferón β se utiliza en el tratamiento y control de la esclerosis múltiple. Por un mecanismo aún desconocido, inhibe la producción de las citocinas de Th1 y la activación de monocitos. También tiene una labor importante en el shock séptico.